# Topologie produit
En mathématiques, plus précisément en topologie, la topologie produit est une topologie définie sur un produit d'espaces topologiques. C'est de manière générale la topologie initiale associée aux projections de l'espace produit vers chacun de ses facteurs : autrement dit, c'est la topologie la moins fine rendant continues les projections.

## Cas d'un produit fini
Dans le cas d'un produit fini, la topologie produit permet notamment de définir une topologie naturelle sur ℝn à partir de la topologie usuelle sur ℝ .
Si {\displaystyle X_{1},...,X_{n}} sont des espaces topologiques, {\displaystyle U} est un ouvert de {\displaystyle X=\prod _{i=1}^{n}X_{i}} si et seulement si {\displaystyle \forall x\in U} il existe {\displaystyle U_{1},...,U_{n}} ouverts respectifs de {\displaystyle X_{1},...,X_{n}} tels que {\displaystyle x\in U_{1}\times ...\times U_{n}} et {\displaystyle U_{1}\times ...\times U_{n}\subset U}. Autrement dit, un ouvert du produit est une réunion de produits d'ouverts des facteurs.
On peut vérifier que cette définition rend les projections continues (on verra dans la partie suivante que ceci caractérise en fait la topologie produit), et que le projeté d'un ouvert est un ouvert. Par contre, le projeté d'un fermé n'est pas fermé. Par exemple, l'ensemble {\displaystyle \{(x,y)\in \mathbb {R} ^{2}\mid xy=1\}} est fermé de ℝ2 (c'est l'image réciproque d'un fermé : le singleton {\displaystyle \{1\}} par une fonction continue : le produit de {\displaystyle x} par {\displaystyle y}), mais sa projection sur l'axe des x n'est pas fermée (c'est en effet ℝ*).

## Cas général
La description ci-dessous montre que la topologie produit est un cas particulier de topologie initiale.
Soit {\displaystyle (X_{i},\tau _{i})_{i\in I}} une famille quelconque d'espaces topologiques, le produit des {\displaystyle X_{i}} est noté {\displaystyle X}. La topologie produit est la topologie la moins fine rendant continues les projections {\displaystyle p_{i}:X\rightarrow X_{i}} : une prébase est donc l'ensemble des {\displaystyle p_{i}^{-1}(U_{i})}, {\displaystyle U_{i}} ouvert de {\displaystyle X_{i}}, {\displaystyle i\in I}, autrement dit, c'est :
{\displaystyle \left\{\left.U_{i}\times \prod _{j\in I,j\neq i}X_{j}\right|i\in I,U_{i}\in \tau _{i}\right\}.}
Une base de la topologie produit est alors formée par l'ensemble des intersections finies d'éléments de la prébase, c'est-à-dire :
{\displaystyle \left\{\left.\prod _{k=1}^{n}U_{i_{k}}\times \prod _{j\in I,j\not \in \{i_{1},...,i_{n}\}}X_{j}\right|n\in \mathbb {N} ,i_{1},\ldots ,i_{n}\in I,U_{i_{1}}\in \tau _{i_{1}},\ldots ,U_{i_{n}}\in \tau _{i_{n}}\right\}.}
On déduit alors aisément le cas fini en remarquant que les espaces {\displaystyle X_{1},...,X_{n}} sont des ouverts, et que réciproquement tout produit d'ouverts de {\displaystyle X_{1},...,X_{n}} est nécessairement fini. Par contre dans le cas du produit infini, la base est constituée de produits d'un nombre fini d'ouverts avec les espaces restants, et un produit infini d'ouverts non vides n'est jamais ouvert si un nombre infini de ces ouverts sont différents des {\displaystyle X_{i}}.

## Propriétés importantes
- Soient X le produit des Xi pour i ∈ I et Y un espace topologique.
  - Les projections pi : X → Xi sont non seulement continues mais ouvertes.
  - Une application f : Y → X est continue si et seulement si pour tout i ∈ I, pi∘f est continue (d'après la propriété universelle caractérisant une topologie initiale).
  - Si une application g : X → Y est continue alors toutes ses applications partielles le sont (par composition, pour tout a ∈ X et tout i ∈ I, avec l'application f : Xi → X définie par f(t)i = t et f(t)j = aj si j ≠ i, qui est continue d'après le point précédent) mais la réciproque est fausse.
  - Si les Xi sont des sous-espaces d'un même espace, leur intersection se plonge diagonalement dans X.
- Soient X un espace topologique et I un ensemble. Alors XI n'est autre que le produit cartésien de |I| copies de X :{\displaystyle X^{I}=\prod _{i\in I}X.}Une suite de fonctions de I dans X converge pour la topologie produit si et seulement si elle converge simplement. On peut résumer ceci en disant que la topologie produit est la topologie de la convergence simple[1].
- Un produit fini ou dénombrable d'espaces métrisables est métrisable, tandis qu'un produit infini non dénombrable d'espaces non grossiers n'est pas métrisable, ni même séquentiel.
- Un produit quelconque d'espaces uniformisables est uniformisable.
- Enfin, un des théorèmes les plus importants concernant la topologie produit est le théorème de Tychonov qui assure qu'un produit de compacts est compact pour cette topologie.